# Agustina Mirotta
Agustina Mirotta (* 10. August 1995 in Buenos Aires) ist eine argentinische Handballspielerin. In der Disziplin Beachhandball ist sie argentinische Nationalspielerin.
Agustina Mirotta besuchte die Schule Instituto Dr Dalmacio Velez Sarsfield. Auch ihr Bruder Matias Mirotta ist Handballspieler. In der Halle spielt sie als Rechtsaußen für Vélez Sarsfield A in der höchsten argentinischen Liga.
Noch erfolgreicher ist Mirotta als Beachhandball-Spielerin. In dieser Disziplin begann sie 2013 im Alter von 17 Jahren. Bei den Südamerikanischen Beachgames 2014 gewann sie mit Argentinien die Silbermedaille, unterlag mit ihrer Mannschaft aber den zu der Zeit übermächtigen Brasilianerinnen. Bei den Panamerikameisterschaften 2016 in Vargas erreichte Mirotta mit Argentinien das Finale, unterlag dort aber der Auswahl Uruguays. Sie nahm mit ihrer Mannschaft an den World Games in Breslau teil, wo erneut das Finale erreicht und Brasilien unterlegen wurde. Es war dennoch der erste große Erfolg bei einem weltweiten Turnier für Argentinien. Auch bei den letztmals ausgetragenen Panamerikameisterschaften 2018 in Oceansite vor der Aufteilung in einen nördlichen und einen südlichen Kontinentalverband trat Mirotta mit Argentinien an, belegte aber nur den fünften Rang.

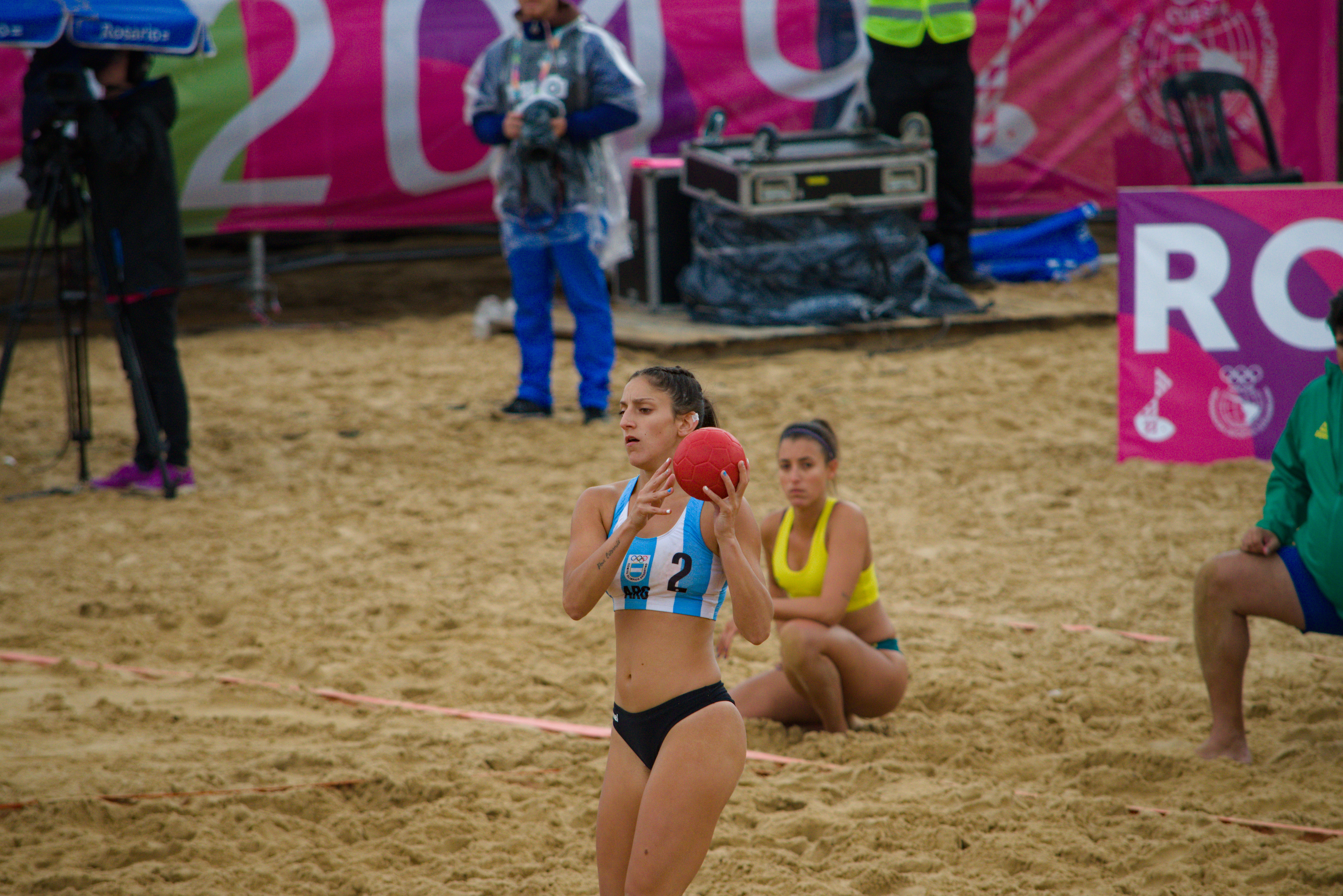
Mirotta führt den Ball im Finale der Südamerikanischen Beachgames 2019.

2019 nahm Mirotta an drei internationalen Meisterschaften teil. Einen Schub hatte die Mannschaft durch die Integration junger Spielerinnen erfahren, die bei den Olympischen Jugendspielen im Vorjahr vor heimischer Kulisse die Goldmedaille gewinnen konnten und dem ohnehin schon vergleichsweise beliebten Sport noch einmal zu einem Popularitätssprung in Argentinien verhelfen konnten. Den Anfang machten die Südamerikanischen Beachgames im heimischen Rosario, wo die Argentinierinnen nicht nur das Finale gegen ihre Dauerrivalen aus Brasilien erreichen konnten, sondern diese auch erstmals in einem Finale schlagen konnten. Es war zudem der erste Titel der A-Nationalmannschaft. Es folgten die Süd- und Mittelamerikameisterschaften in Maricá, wo sich das Verhältnis im Finale wieder umkehrte. Weniger erfolgreich verliefen die ersten World Beach Games in Doha. Mirotta konnte zunächst gut mit ihrer Mannschaft in das Turnier starten und unterlag in der Vorrunde einzig den Brasilianerinnen, die Europameisterinnen und späteren Siegerinnen aus Dänemark sowie die EM-Dritten aus Ungarn konnten geschlagen werden. Im Viertelfinale unterlag Argentinien aber der Überraschungsmannschaft aus Vietnam. Nach einem Sieg über die amtierenden Weltmeisterinnen aus Griechenland und einer Niederlage im letzten Platzierungsspiel gegen Polen beendete Argentinien das Turnier auf Rang sechs.

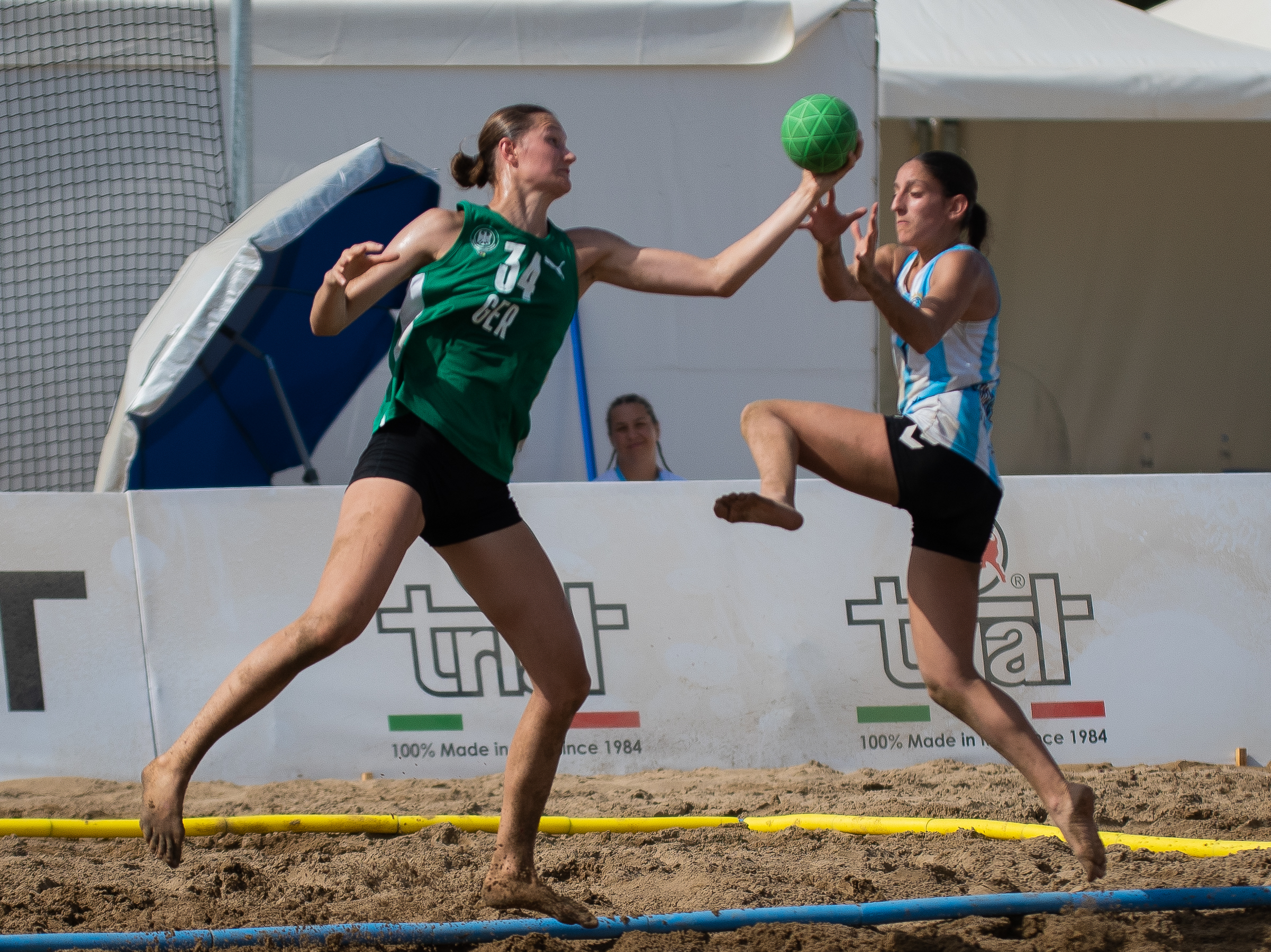
Mirotta (rechts) beim Versuch Liv Süchting im Hauptrundenspiel der WM 2022 gegen den späteren Weltmeister Deutschland den Ball abzunehmen

Nach längerer Pause aufgrund der COVID-19-Pandemie fand im April 2022 erstmals wieder ein internationales Turnier in Südamerika statt. Zum achten Mal stand Mirotta bei einer internationalen Meisterschaft im Aufgebot ihrer Nationalmannschaft. Es sollte der bis dahin größte argentinische Erfolg auf kontinentaler Ebene werden. Obwohl in der Vorrunde gegen Uruguays und Brasilien jeweils im Shootout verloren wurde, konnte sich Argentinien mit drei Siegen aus fünf Spielen problemlos als Drittplatzierte Mannschaft für das Halbfinale qualifizieren. Dort wurde Uruguay in einem eng umkämpften Spiel in zwei Sätzen geschlagen und das Finale gegen die langjährigen Rivalinnen aus Brasilien erreicht. Gegen den Angstgegner wurde der erste Satz deutlich mit 10:15 verloren, der zweite Satz knapp mit 17:16 gewonnen und damit der Shootout um den Sieg erreicht. Den Siegtreffer im zweiten Durchgang erzielte Mirotta. Diesen gewann Argentinien nach einem langen Kampf mit 11:10 und gewann nach dem Titel bei den Südamerikanischen Beachgames 2019 erstmals auch den Meistertitel auf kontinentaler Ebene. Mirotta wurde als beste Spielerin des Turniers ausgezeichnet.
Auf die gelungene Qualifikation folgten die Weltmeisterschaften 2022 auf Kreta, wo Argentinien Siebte wurde und sich die hohen Erwartungen nicht völlig erfüllten. Weitaus besser lief es bei den World Games 2022 in Birmingham wenige Wochen später. Hier waren einzig Deutschland und Norwegen stärker, Mirotta gewann mit ihrer Mannschaft die Bronzemedaille. Damit ist sie neben ihren Mannschaftskameradinnen Celeste Meccia, Florencia Bericio, Luciana Scordamaglia und Ivana Eliges sowie ihren norwegischen Halbfinal-Gegnerinnen Elisabeth Hammerstad und Martine Welfler die einzige nicht-brasilianische Beachhandballerin, die zwei Medaillen bei den World Games gewinnen konnte.

## Erfolge

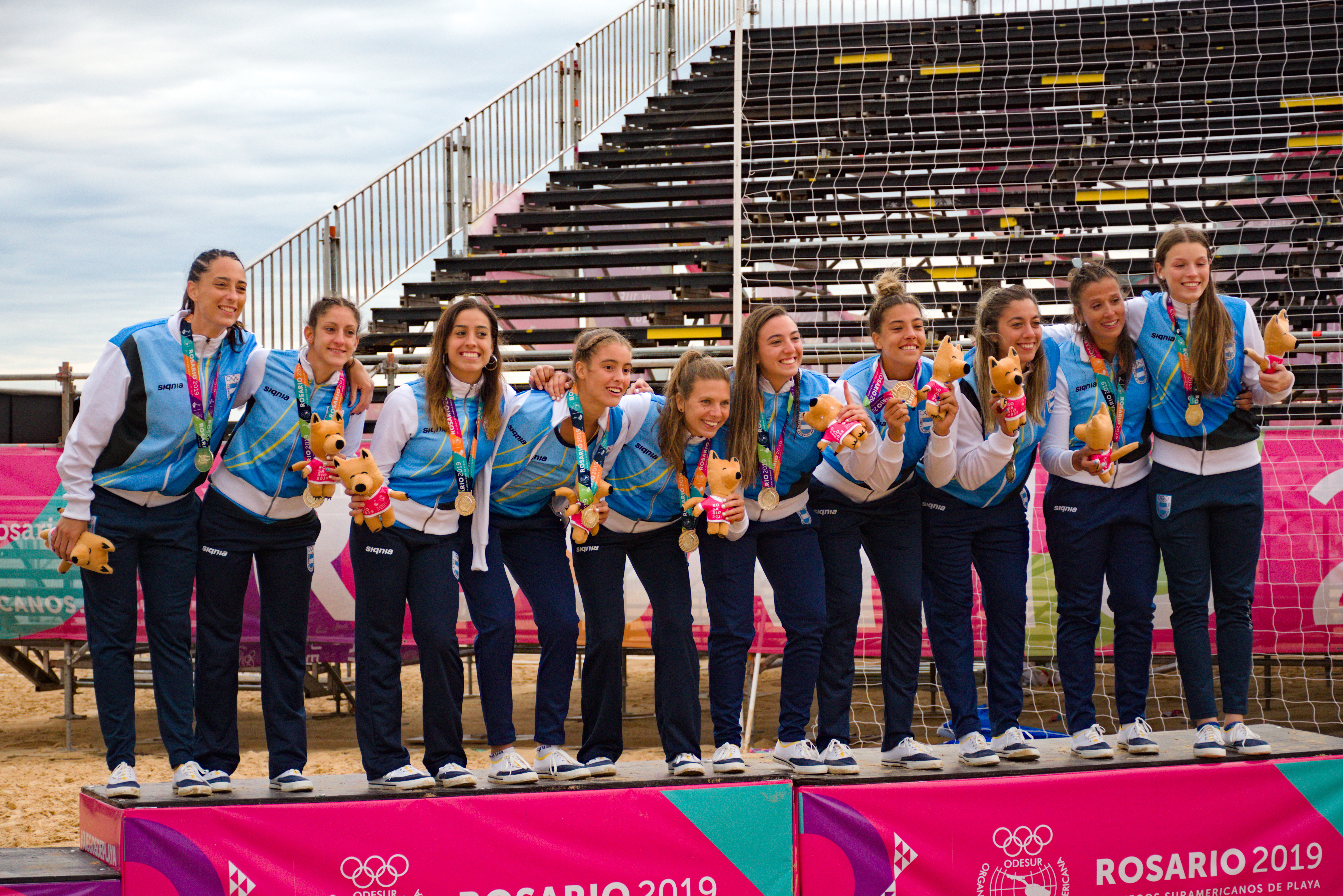
Siegerehrung bei den South American Beach Games 2019

| World Games - 2017: - 2022: World Beach Games - 2019: 6. Beachhandball-Weltmeisterschaften - 2022: 7. | South American Beach Games - 2014: - 2019: Panamerika-Meisterschaften - 2016: - 2018: 5. Süd- und Mittelamerika-Meisterschaften - 2019: - 2022: |